# What Was That
«What Was That» (с англ. — «Что это было») — песня новозеландской певицы Лорд. Она была выпущена 24 апреля 2025 года лейблами Universal Music New Zealand и Republic Records в качестве лид-сингла грядущего четвёртого студийного альбома Virgin. Песня стала её первым синглом со студийного альбома за почти четыре года. «What Was That» знаменует собой возвращение к стилю синти-поп, который преобладал в Melodrama (2017).
Трек стал первым для Лорд синглом № 1 на Spotify в США почти за 12 лет и вторым в целом после «Royals» (2013), когда 25 апреля поднялся на вершину ежедневного чарта. Позже он попал в топ-40 на Billboard Hot 100, став лучшим дебютом в ее карьере, и достиг топ-3 в чартах альтернативных компонентов. На международном уровне он занял первое место в Новой Зеландии, был в топ-10 в Австралии и Ирландии, а также вошел в топ-20 в Австрии и Великобритании. В последней он дебютировал под номером 11, что стало самой высокой позицией в этом регионе со времен «Royals» 12 годами ранее.

## История
После выхода своего третьего студийного альбома Solar Power (2021) Лорд лишь изредка сообщала о том, что находится в студии. В феврале 2023 года она подтвердила журналу Ensemble Magazine, что начала работу над четвёртым студийным альбомом, признавшись, что ей потребуется много времени, чтобы вернуться. В июле 2024 года Лорд поделилась коротким клипом на новую музыку в своих историях Instagram. В следующем месяце было подтверждено, что для работы над альбомом она объединилась с американским музыкантом Джимом-Е Стэком.
9 апреля 2025 года Lorde впервые поделилась фрагментом неизданного трека на своём аккаунте TikTok. В клипе певица гуляет по Вашингтон-Сквер-парку в Нью-Йорке. Впоследствии песня была названа «WWT», что означает «What Was That». В то же время певица закрыла свой официальный сайт и ленту Instagram, сменив фотографию профиля на бутылку с водой.

## Композиция
Песня «What Was That» длится 3 минуты 29 секунд и состоит из двух куплетов и двух припевов. Это электропоп и синти-поп трек с бодрой аранжировкой и рефлексивной лирикой о прошлых отношениях, ностальгии и личностном росте. Вокал Лорд сопровождается электронным битом, минималистичным басом, лёгкой перкуссией и тонкими, синкопированными синтами, которые постепенно нарастают.
Лирически рассказчик песни размышляет о времени, проведённом со своим партнёром, принимая «MDMA в заднем саду» и целуясь «несколько часов подряд». Хотя она живёт дальше, она выражает боль и сожаление, заявляя, что закрыла «все зеркала», потому что не могла «увидеть себя» после окончания отношений. К концу трека рассказчик постепенно примиряется с идеей жить дальше («When I’m in the blue light, I can make it alright / What was that?»).
Несколько музыкальных журналистов провели параллели между «What Was That» и вторым студийным альбомом Лорд, Melodrama (2017). Суредж Сингх из NME посчитал, что песня напоминает «туманное повествование» Melodrama как своими темами, так и мелодиями. Риан Дэйли из того же журнала отметила, что в отличие от попытки пережить боль в Melodrama, рассказчик в «What Was That» принял идею «воспоминаний […], преследующих её». Дейли также сравнила «What Was That» с лид-синглом Melodrama «Green Light», но посчитала, что он демонстрирует менее интенсивные эмоциональные и звуковые пики.

## Отзывы
Робин Мюррей из Clash поставил песне 9/10 и отметил, что с многогранными поп-амбициями «Green Light» она возвращает себе центральную сцену, отказываясь при этом повторять старое. В положительной рецензии Марк Бомонт из The Independent отметил, что Лорд «возвращается к тому, что у неё получается лучше всего: созданию меланхоличных, минимальных, но монументальных треков для разбитых сердец». Автор NME Риан Дейли поставила «What Was That» четыре звезды из пяти, написав, что треку не хватает «убийственного удара», Лорд блистает в своём эмоциональном, электрическом стиле, эффективно воссоздавая атмосферу «танца в темноте».
В неоднозначных отзывах о песне Паоло Рагуза из Consequence написал, что «хотя это не самое авантюрное новое предложение певицы, оно наполнено зрелостью и мудростью», находя его «подлинным и освежающим», но в его производстве «чувствуется, что это скорее шаг в сторону, чем прыжок в каком-либо направлении». Уолден Грин из Pitchfork заявил, что, хотя «авторский почерк Лорд как никогда выразителен и богат», трек получился «бескровным», отметив, что он менее захватывающий, чем прошлые работы певицы, такие как «Green Light» и «Hard Feelings/Loveless».

## Музыкальное видео
Клип на песню «What Was That» был снят в разных местах Нью-Йорка. В клипе Лорде в одиночестве гуляет и катается на велосипеде по городу, одетая в белую рубашку и джинсы, дополненные серебристыми аксессуарами и брелоком. Временами рубашка остаётся распахнутой, обнажая чёрный бикини-топ. Затем она вылезает через люк и прибывает в Вашингтон-Сквер-парк, где танцует, пока фанаты снимают её на свои телефоны.

## Участники записи
- Lorde — вокал, автор песен, продюсер
- Jim-E Stack — автор песен, продюсер, инженер, фортепиано, синтезаторы, клавишные, ударные, барабанный программист
- Дэниэль Нигро — продюсер, инженер, фортепиано, синтезаторы, бас-гитара, электрогитара
- Крис Герингер (Chris Gehringer) — инженер-микшер
- Спайк Стент — инженер-микшер
- Уилл Куиннелл — мастеринг-инженер
- Джек Мэннинг — инженер
- Коби Берман — дополнительный инженер
- Эндрю Эйдж — электрогитара

## Чарты
| Чарт (2025)                                  | Высшая позиция |
| -------------------------------------------- | -------------- |
| Австралия (ARIA)                             | 9              |
| Австрия (Ö3 Austria Top 40)                  | 19             |
| Канада (Billboard Canadian Hot 100)          | 31             |
| Чехия (Singles Digitál Top 100)              | 70             |
| Германия (GfK)                               | 33             |
| Мир (Billboard Global 200)                   | 18             |
| Ирландия (IRMA)                              | 6              |
| Япония (Billboard Japan)                     | 12             |
| Нидерланды (Single Top 100)                  | 83             |
| Новая Зеландия (Recorded Music NZ)           | 1              |
| Норвегия (VG-lista)                          | 43             |
| Словакия (Singles Digitál Top 100)           | 74             |
| Швеция (Sverigetopplistan)                   | 54             |
| Швейцария (Schweizer Hitparade)              | 33             |
| Великобритания (OCC UK Singles)              | 11             |
| США (Billboard Hot 100)                      | 36             |
| США (Billboard Hot Rock & Alternative Songs) | 6              |

## История релиза
| Регион | Дата           | Формат                     | Лейбл                          | Ссылка |
| ------ | -------------- | -------------------------- | ------------------------------ | ------ |
| Мир    | 24 апреля 2025 | Цифровые загрузки стриминг | Universal New Zealand Republic | [ 41 ] |
| Италия | 2 мая 2025     | Radio airplay              | Universal                      | [ 42 ] |